# Gábor Talmácsi
 (mai 2025).
Si vous disposez d'ouvrages ou d'articles de référence ou si vous connaissez des sites web de qualité traitant du thème abordé ici, merci de compléter l'article en donnant les références utiles à sa vérifiabilité et en les liant à la section « Notes et références ».
Gábor Talmácsi, né le 28 mai 1981 à Budapest, est un pilote de vitesse moto hongrois

## Carrière
Après avoir évolué en championnat d'Europe, il rejoint le circuit mondial lors de la saison 2001. Ses débuts avec une équipe privée sont remarqués. Cependant, il n'est pas en réussite lors de la saison suivante, devant changer de team en cours de saison. En 2003, il signe chez Aprilia, mais il se voit confronter à la politique du team de favoriser le pilote numéro un, l'allemand Steve Jenkner. Cela le conduit à signer pour Malaguti en tant que premier pilote pour la saison suivante, mais les performances ne sont pas au rendez-vous.
Cela ne l'empêche pas d'être toujours sollicité par les grands teams et, en 2005, il rejoint le team Red Bull KTM. Il y obtient sa première victoire sur le circuit de Mugello, avant de récidiver à Assen, puis au Qatar en fin de saison. Cette dernière victoire lui vaut d'être l'objet d'une polémique: malgré les consignes de courses qui demandaient de favoriser son coéquipier Mika Kallio, luttant avec Thomas Lüthi pour le titre mondial, il dépasse Kallio lors du dernier tour. Lors de la conférence de presse, il souligna qu'il pensait qu'un tour était encore à parcourir.
Cet événement lui coûta sa place en 250 cm3 pour la saison suivante. Cette saison, disputée sur une Honda, voit la domination de Álvaro Bautista sur Aprilia. Ce sera une saison difficile pour le hongrois et Honda où il ne décrochera qu'une troisième place à Brno, en République-Tchèque.
Il rejoint pour la saison 2007 le constructeur italien avec la meilleure équipe de la catégorie 125 cm3, Bancaja Aspar Martinez et remporte le titre de champion du monde 125 cm3 avec 3 victoires, 6 deuxième places et une troisième place. Il devient ainsi le premier pilote de l'Europe de l'Est à devenir champion du monde.
Pour la saison 2008, Gabor Talmacsi reste dans l'équipe d'Aspar Martinez pour défendre son titre mais après un début de saison catastrophique (une 12e place au Qatar, un abandon à Jerez en Espagne et une 14e position au Mans en France), le hongrois doit céder son titre au français Mike Di Meglio malgré trois victoires aux Pays-Bas, à Saint-Marin et en Malaisie.
Néanmoins, Gabor Tamalcsi accède enfin en 250 cm3 pour la saison 2009 avec son projet Balatonring Team qui est en partenariat avec l'équipe Aspar Martinez, il aura donc une Aprilia RSA d'usine.
Après trois résultats encourageants depuis qu'il est arrivé en 250 cm3 avec une 10e place au Qatar, une 4e place au Japon et une 7e place à Jerez en Espagne, Gabor Talmacsi quitte l'équipe d'Aspar Martinez jugeant son contrat non respecté. Gabor Tamalcsi cite "l'absence d'une seconde moto" et "des droits médiatiques n’allant que dans un sens’ comme principales raisons pour rompre le contrat".
Le 15 mai 2009, avant les premiers essais du Grand Prix de France, au Mans, Jorge "Aspar" Martinez annonce que Gabor Talmacsi a fait une grande erreur de l'avoir quitté et que le désaccord provenait peut-être des intérêts personnels des managers de Talmacsi. Aspar Martinez ajoute aussi qu'il veut aller à Budapest pour s'entretenir avec le hongrois pour qu'il revienne dans son équipe. Mais à la surprise générale, Gabor Tamalcsi retrouve les Grands Prix en MotoGP en signant dans le Scot Racing Team où il restera jusqu'à la fin de l'année.
Pour la saison 2010, Gabor Tamalcsi va courir dans la nouvelle catégorie, Moto2, qui remplacera la catégorie 250 cm3 avec l'équipe Speedup qui est née des cendres de la structure Gilera.

## Carrière en Grand Prix moto

### Par années
| Année | Cat.    | Équipe                                       | Moto               | GP | Vict. | Podiums | Poles | Mtour | Pts | Position   |
| ----- | ------- | -------------------------------------------- | ------------------ | -- | ----- | ------- | ----- | ----- | --- | ---------- |
| 2000  | 125 cm3 | (Wild Card)                                  | Honda              | 1  | -     | -       | -     | 0     | -   | non classé |
| 2001  | 125 cm3 | Racing Service                               | Honda              | 16 | -     | -       | -     | -     | 34  | 18e        |
| 2002  | 125 cm3 | Italjet Racing Service PEV Moto ADAC Sachsen | Italjet puis Honda | 16 | -     | -       | -     | -     | 20  | 22e        |
| 2003  | 125 cm3 | Exalt Cycle                                  | Aprilia            | 16 | -     | -       | -     | -     | 70  | 14e        |
| 2004  | 125 cm3 | Semprucci Malaguti                           | Malaguti           | 16 | -     | -       | -     | -     | 43  | 17e        |
| 2005  | 125 cm3 | Red Bull KTM GP125                           | KTM                | 16 | 3     | 5       | -     | -     | 198 | 3e         |
| 2006  | 125 cm3 | Humangest Racing Team                        | Honda              | 16 | -     | 1       | -     | -     | 119 | 7e         |
| 2007  | 125 cm3 | Bancaja Aspar Team                           | Aprilia            | 17 | 3     | 10      | -     | -     | 282 | 1er        |
| 2008  | 125 cm3 | Bancaja Aspar Team                           | Aprilia            | 17 | 3     | 9       | -     | -     | 206 | 3e         |
| 2009  | 250 cm3 | Balatonring Team                             | Aprilia            | 3  | -     | -       | -     | -     | 28  | 18e        |
| 2009  | Moto GP | Scot Racing Team                             | Honda              | 12 | -     | -       | -     | -     | 19  | 17e        |
| 2010  | Moto2   | Fimmco Speed Up                              | Speed Up           | 17 | -     | 1       | -     | -     | 109 | 6e         |

### Par catégorie
| Cat.    | Année          | 1er GP   | 1er Podium | 1re Victoire | Courses | Victoires | Podiums | Pole | M.tours¹ | Points | Titres |
| ------- | -------------- | -------- | ---------- | ------------ | ------- | --------- | ------- | ---- | -------- | ------ | ------ |
| 125 cm3 | 1997;2000-2008 | CZE 1997 | CHN 2005   | ITA 2005     | 130     | 9         | 25      | 10   | 9        | 972    | 1      |
| 250 cm3 | 2009           | QAT 2009 |            |              | 3       | 0         | 0       | 0    | 0        | 28     | 0      |
| MotoGP  | 2009           | CAT 2009 |            |              | 12      | 0         | 0       | 0    | 0        | 19     | 0      |
| Moto2   | 2010           | QAT 2010 | ARA 2010   |              | 17      | 0         | 1       | 1    | 0        | 109    | 0      |
| Total   | 1997;2000-2010 |          |            |              | 162     | 9         | 26      | 11   | 9        | 1128   | 1      |

## Palmarès
- Champion du Monde 2007 125 cm3[1]
- Vainqueur du Grand Prix moto de Malaisie 2008
- Vainqueur du Grand Prix moto de Saint-Marin 2008
- Vainqueur du Grand Prix moto des Pays-Bas 2008
- Vainqueur du Grand Prix moto de Malaisie 2007
- Vainqueur du Grand Prix moto d'Allemagne 2007
- Vainqueur du Grand Prix moto d'Espagne 2007
- Vainqueur du Grand Prix moto d'Italie 2005
- Vainqueur du Grand Prix moto des Pays-Bas 2005
- Vainqueur du Grand Prix moto du Qatar 2005